# Chaeryŏng-ŭp
Chaeryŏng-ŭp (koreanska: 재령읍) är en kommunhuvudort i Nordkorea.   Den ligger i provinsen Södra Hwanghae, i den sydvästra delen av landet, 70 km söder om huvudstaden Pyongyang. Chaeryŏng-ŭp ligger 17 meter över havet och antalet invånare är 53 330.
Terrängen runt Chaeryŏng-ŭp är platt. Runt Chaeryŏng-ŭp är det tätbefolkat, med 369 invånare per kvadratkilometer. Närmaste större samhälle är Sariwon, 17,1 km nordost om Chaeryŏng-ŭp. Trakten runt Chaeryŏng-ŭp består till största delen av jordbruksmark.